# Peter Sundberg (racerförare)
Peter Sundberg, född den 10 maj 1976 i Marbella i Spanien, är en svensk racerförare.

## Racingkarriär
Sundberg har vunnit tre titlar; Italienska Formel 3 1999, och Spanska GT-mästerskapet 2007 och 2008. Han har även testat en Minardibil i formel 1; ett pris för F3-titeln.